# Carlos Castro Madero (militar)
Carlos Castro Madero (1927 — 22 de diciembre de 1990) fue un militar argentino.

## Biografía
Carlos Castro Madero asistió a la Escuela Naval Militar y egresó con la misma promoción a la que pertenecieron Luis Pedro Horacio Sánchez Moreno y Jorge Isaac Anaya. Luego se recibió con un doctorado del Instituto Balseiro en 1967.
Tras el golpe de Estado del 24 de marzo de 1976 ejecutado por las tres Fuerzas Armadas argentinas en conjunto, la flamante Junta Militar designó, el 29 de marzo, al capitán de navío Castro Madero delegado en la Comisión Nacional de Energía Atómica. Durante su administración al frente de este organismo, 15 personas fueron víctimas de desaparición forzada y otras 10 de detención ilegal. Precisamente, estos delitos ocurrieron entre 1976 y 1979. También, la administración despidió a cientos de profesionales por razones políticas e ideológicas.
Impulsó la construcción de una planta de enriquecimiento de uranio en Pilcaniyeu (Río Negro) Castro Madero comenzó a trabajar en el proyecto cuando la administración del expresidente norteamericano, Jimmy Carter, cortó la venta de uranio enriquecido a los países que se negaban a firmar el Tratado de No-Proliferación Nuclear, en 1978. Incluso a principios de la década de 1980, cuando el gobierno militar estaba colapsando, se continuaron los trabajos y en noviembre de 1983 -ya en pleno gobierno democrático- Castro Madero anunció el éxito de la capacidad de enriquecimiento por el método de la difusión gaseosa, y la planta de Pilcaniyeu fue dada a conocer al mundo, en lo que constituyó un hito científico importantísimo para la Argentina.
Con la finalización del Proceso de Reorganización Nacional (1983), Castro Madero dejó de conducir la CNEA.
En 1984, fue contratado por la Organización Internacional de Energía Atómica.
En 1987 comenzó a trabajar en la Academia Nacional de Ciencias de Buenos Aires.
Coescribió, junto a Esteban Takacs, el libro Política nuclear argentina: ¿avance o retroceso? (1991). En este libro, manifestó su oposición al desarrollo de una bomba atómica por parte de la Argentina.
Carlos Castro Madero falleció el 22 de diciembre de 1990.